# Porte de Luzier
La porte de Luzier est une porte de ville datant du XIVe siècle et constituant un élément des fortifications de la commune de Beaumont-du-Périgord dans le département de la Dordogne.

## Historique

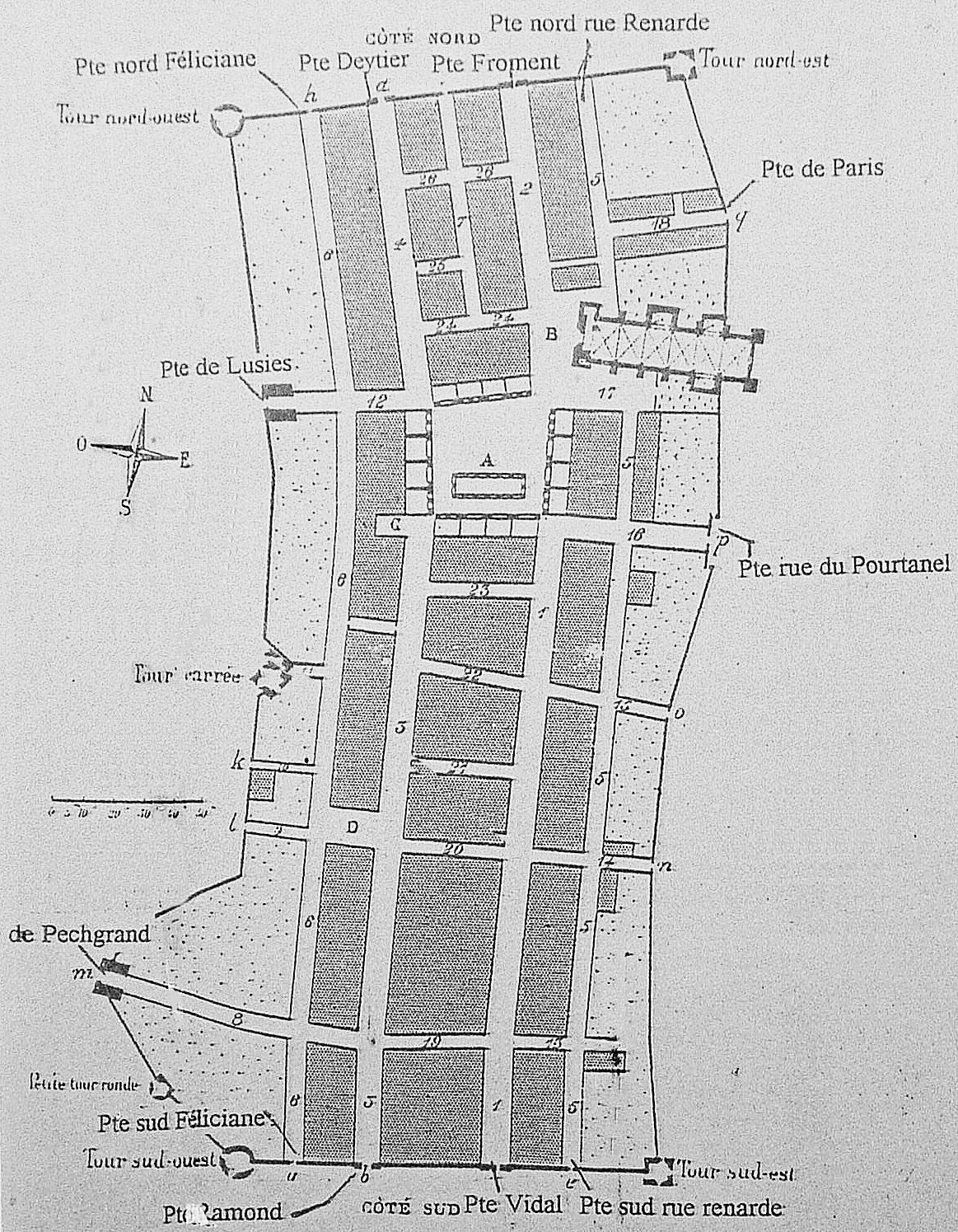
Plan de la ville avec ses fortifications.

Beaumont-du-Périgord est au départ une bastide anglaise fondée en 1272 par le sénéchal de Guyenne, Lucas de Thaney au nom du roi d'Angleterre, Édouard Ier,. Elle a été fondée sur des terres données par le prieur de Saint-Avit-Sénieur, l'abbé de Cadouin, et par le seigneur de Biron.
La première mention écrite connue du lieu, tardive, remonte à l'an 1286 sous la forme villa Bellis monti. Le 15 novembre de cette même année, le roi Édouard Ier accorde une charte à la ville de Beaumont. Une lettre du roi datée de 1289 autorise les consuls à construire une halle sur le côté sud de la place des Cornières. Cette halle est dessinée sur le cadastre de 1840. Elle a été détruite pour cause de vétusté en 1864. 
La ville est construite suivant un plan de rues droites se coupant à angles droits. La place centrale est entourée de cornières. Elle a un plan presque rectangulaire mesurant, dans l'enceinte, 338 mètres par 137 mètres. Chaque côté de la place comprenait quatre maisons dont le premier étage s'avance sur la place grâce à des piliers formant des porches ou cornières.
L'enceinte de la ville est construite en 1320. C'est vers 1330-1350 que commence la construction de l'église Saint-Laurent-et-Saint-Front, située à côté de l'angle nord-est de la place centrale.
La ville est prise en 1442 par Pierre de Beaufort, vicomte de Turenne. Louis XI confirme en 1461 la charte aux habitants de la bastide. Assiégée à trois reprises par les huguenots en 1561, 1575 et 1576, la ville est finalement prise le 5 février 1576, par les protestants commandés par le capitaine Campagnac de Rufen. Après la signature d'un traité de paix, la ville revient aux catholiques mais elle est de nouveau assiégée par les huguenots commandés par le capitaine Panissaut et tombe le 13 novembre 1585.
En 1596, le roi Henri IV cède ses droits et revenus sur le comté de Beaumont. Les habitants sont mécontents. Les Beaumontois rachètent en 1605 cette aliénation au profit du roi.
En 1643, la seigneurie de Beaumont est donnée en engagement par le roi Louis XIII, pour la somme de 7 563 livres, au duc de Bouillon, qui a possédé la ville et le comté de Beaumont comme engagiste du roi. La même année, les droits et revenus du comté sont cédés pour 3 780 livres au nom du roi Louis XIV au sieur Jean-Jacques de Bergues. Les Beaumontois rachètent de nouveau cette aliénation. 
Le 20 mars 1651, Louis XIV, « pour le bien de son état et pour mettre à couvert la frontière de Champagne, suivant la résolution du défunt roy son père Louis XIII » a acquis les principautés de Sedan et de Raucourt avec toutes leurs appartenances et dépendances en échange d'un grand nombre de territoires, dont la ville et le comté de Beaumont.
Au XVIIIe siècle, la ville perd ses remparts. Le mur d'enceinte est vendu aux riverains qui l'abattent ou y adossent leurs maisons. Il n'en reste que la porte de Luziès (ou porte de Luzier), des parties de murs et une tour.
La porte de Luzier est classée « monument historique » depuis le 17 mai 1952.

## Description
La porte du rempart extérieur est en arc légèrement brisé. Les remparts qui la surplombent ont un chemin de ronde dans l'épaisseur du mur. La porte a perdu ses créneaux et ses mâchicoulis. Les glissières de la herse subsistent. Le rempart intérieur comporte une ouverture faisant partie de la même porte mais surmontée de créneaux. Des fossés devaient se trouvaient dans l'espace entre les deux enceintes. La porte devait être dominée par un châtelet.